# Boothův algoritmus
Boothův algoritmus je algoritmus na násobení dvou binárních čísel se znaménkem v dvojkovém doplňku.

## Algoritmus
Počet bitů násobence je x, počet bitů násobitele je y.
1. Nakreslíme si tři řádky po x + y + 1 místech (bitech), označíme je A, B a C.
2. Nejvyšších (nejvíce nalevo) x bitů každého řádku se vyplní v dvojkovém doplňku takto:
  - A: násobenec
  - B: minus násobenec
  - C: nuly
3. Dalších y bitů každého řádku se vyplní takto:
  - A: nuly
  - B: nuly
  - C: násobitel
4. Do posledního bitů každého řádku se napíše nula.
5. Poté se následující kroky opakují y-krát:
  1. Pokud jsou poslední dva bity řádku C:
    - 00 nebo 11: nedělá se nic
    - 01: C = C + A. Přetečení se ignoruje.
    - 10: C = C + B. Přetečení se ignoruje.

  2. Řádek C se (aritmeticky) posune o jedno místo doprava.
6. Poslední bit součinu (řádku C) se zahodí.

### Příklad
310 × -410: 00112 × -(01002)  =>  00112 × 11002:
- A = 0011 0000 0
- B = 1101 0000 0
- C = 0000 1100 0
- Cyklus se provede čtyřikrát:
  - C = 0000 1100 0, poslední dva bity jsou 00.
  - C = 0000 0110 0, posun vpravo.
  - C = 0000 0110 0, poslední dva bity jsou 00.
  - C = 0000 0011 0, posun vpravo.
  - C = 0000 0011 0, poslední dva bity jsou 10.
  - C = 1101 0011 0, C = C + B.
  - C = 1110 1001 1, posun vpravo.
  - C = 1110 1001 1, poslední dva bity jsou 11.
  - C = 1111 0100 1, posun vpravo.
- Výsledek je: 1111 01002 = -1210.

## Proč algoritmus funguje
Uvažme kladný násobitel sestávající z posloupnosti jedniček obklopené nulami. Např. 00111110. Součin je dán:
{\displaystyle N\times \,^{\prime \prime }0\;0\;1\;1\;1\;1\;1\;0\,^{\prime \prime }=N\times (2^{5}+2^{4}+2^{3}+2^{2}+2^{1})=N\times 62},
kde N je násobenec. Počet operací se dá redukovat na dvě přepsáním téhož jako
{\displaystyle N\times \,^{\prime \prime }0\;1\;0\;0\;0\;0{\mbox{-1}}\;0\,^{\prime \prime }=N\times (2^{6}-2^{1})=N\times 62}
Součin lze pak dostat jedním přičtením a jedním odečtením násobence. Tento postup se dá rozšířit na jakýkoliv počet posloupností jedniček v násobiteli (včetně jedné jedničky v kuse). Čili:
{\displaystyle N\times \,^{\prime \prime }0\;0\;1\;1\;1\;0\;1\;0\,^{\prime \prime }=N\times (2^{5}+2^{4}+2^{3}+2^{1})=N\times 58}
{\displaystyle N\times \,^{\prime \prime }0\;1\;0\;0{\mbox{-1}}\;1{\mbox{-1}}\;0\,^{\prime \prime }=N\times (2^{6}-2^{3}+2^{2}-2^{1})=N\times 58}
Boothův algoritmus se drží tohoto postupu přičtením, pokud narazí na první číslici z posloupnosti jedniček (0 1), a odečtením, pokud narazí na konec posloupnosti (1 0). Toto funguje také pro záporný násobitel. Jestliže se jedničky v násobiteli vyskytují v dlouhých blocích za sebou, vykoná Boothův algoritmus méně přičítání a odečítání než normální multiplikační algoritmus

## Historie
Algoritmus byl vynalezen Andrewem Boothem v roce 1951 při výzkumu krystalografie na Univerzitě v Birkbecku. Booth používal kalkulátory, které měly rychlejší operaci posunu než sčítání, a vytvořil proto algoritmus, aby je urychlil.